# Huapango (Moncayo)
Huapango es una obra sinfónica del compositor mexicano José Pablo Moncayo, estrenada en 1941 y probablemente la más conocida de dicho compositor, fuertemente asociada a la producción cultural y audiovisual nacionalista de México, a tal punto que se le ha considerado el segundo Himno Nacional Mexicano. Fue compuesta a partir de la reinterpretación de los ritmos tradicionales del huapango, principalmente veracruzanos, y de piezas de dicha región como El siquisirí, El Balajú y El gavilancillo. Una audición atenta a esta obra nos permitirá descubrir que el compositor tapatío logró transportar a la orquesta algunos de los sonidos del conjunto instrumental típico del huapango.
Fue estrenada el 15 de agosto de 1941 en el Palacio de Bellas Artes, interpretada por la Orquesta Sinfónica de México, bajo la dirección de Carlos Chávez..
Este tipo de canciones se usa principalmente el 16 de septiembre el día patrio de la independencia. La instrumentación permite a Moncayo capturar los ritmos, sonidos y energía de la música tradicional huasteca en una obra sinfónica. Las percusiones, en particular, juegan un papel importante para resaltar los ritmos propios del huapango, mientras que las cuerdas y vientos logran reproducir la vitalidad y el carácter festivo del folclore mexicano. Aunque no tiene movimientos formales, la obra se desarrolla de manera continua, alternando entre pasajes festivos y reflexivos. Utiliza una orquestación brillante, con el uso destacado del trombón, la trompeta, el oboe y el arpa, que evocan los instrumentos tradicionales como la jarana y el violín. 
El término huapango proviene del náhuatl y se relaciona con "la tarima de madera para el baile". Moncayo transformó esta tradición en un lenguaje sinfónico universal, lo que llevó a su reconocimiento internacional. Sin embargo, su éxito opacó otras obras de su catálogo, como la ópera La mulata de Córdoba y Muros verdes.